# Марьянник дубравный
Марья́нник дубра́вный, или Иван-да-ма́рья (лат. Melampýrum nemorósum) — однолетнее травянистое растение, вид рода Марьянник (Melampyrum) семейства Заразиховые (Orobanchaceae).
Другие народные названия:
- Брат с сестрой
- Желтяница
- Иванова трава

## Ботаническое описание

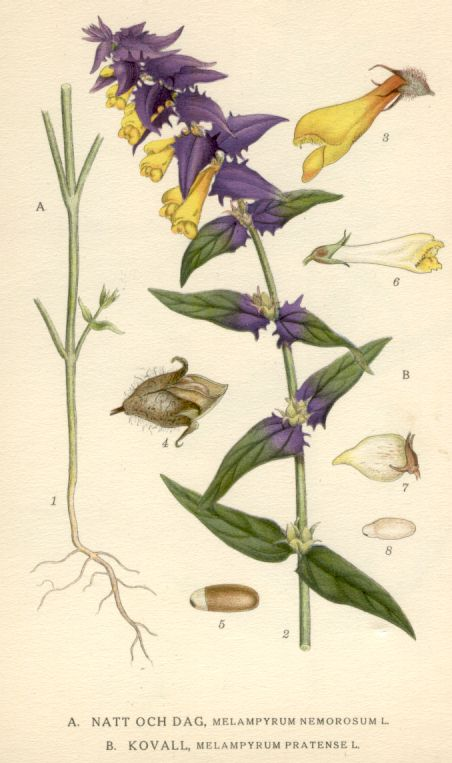

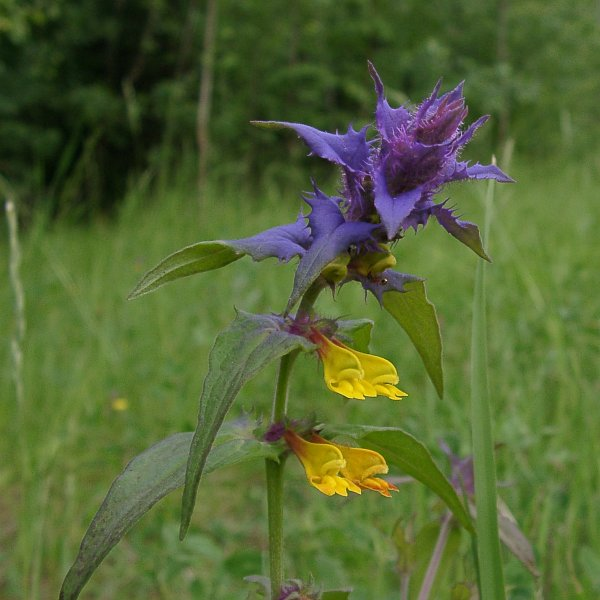
Соцветие, Стокгольм, Швеция

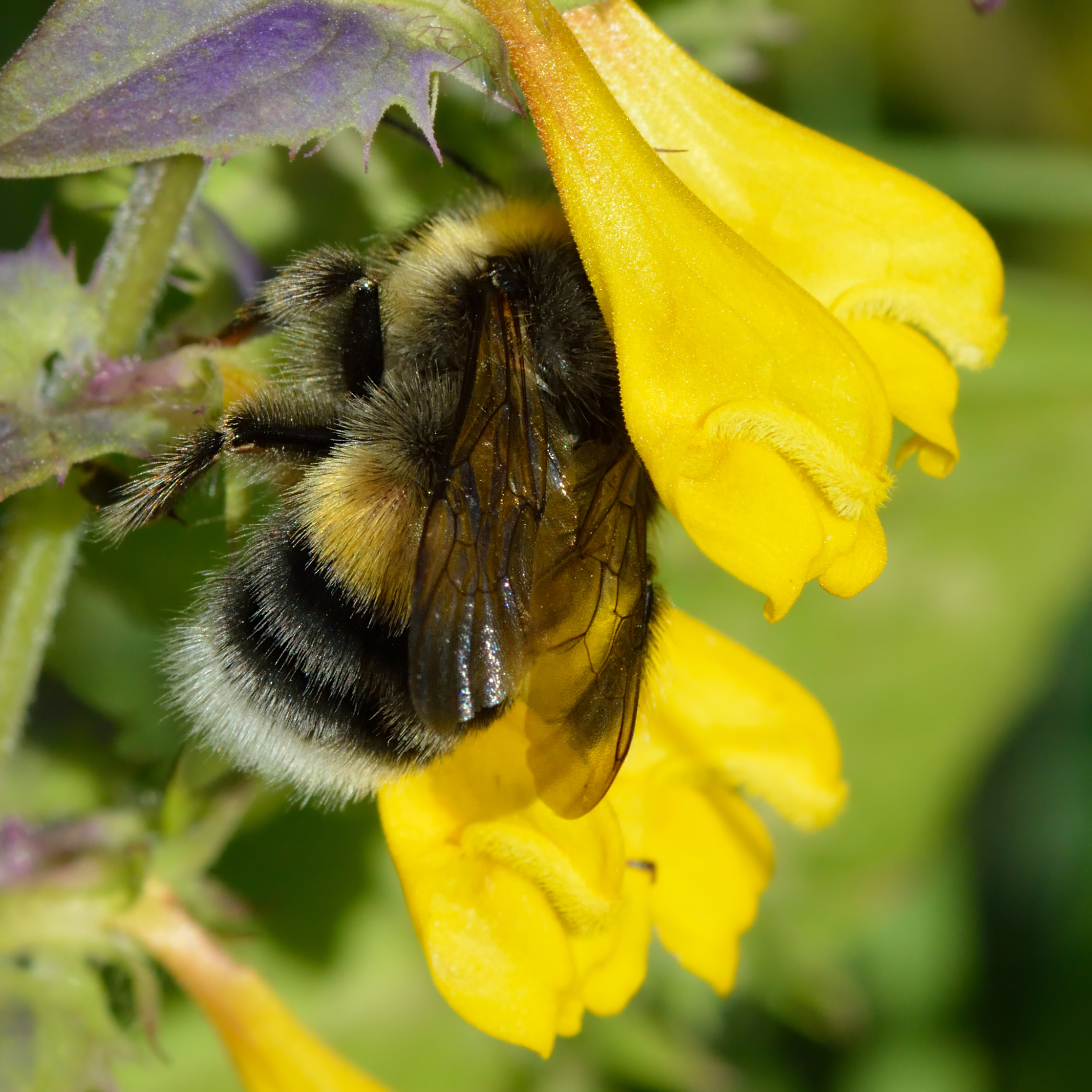
Опыление

Растение 15—50 см высотой, коротко опушённое многоклеточными белыми волосками, особенно в верхней части.
Стебель прямой, большей частью ветвистый, с удлинёнными и более-менее отклонёнными ветвями, в нижней части покрытый короткими, в верхней более густо длинными, обращёнными вниз белыми волосками.
Листья супротивные, яйцевидно-узколанцетные, 3—5(10) см длиной, 0,5—2(4) см шириной, длиннозаострённые, в основании округло сердцевидные, усечённые или большей частью суженные в черешок 1—2 мм длиной, цельнокрайные, редко в основании с ушками и 1—2 зубцами, сверху почти голые, снизу рассеянно волосистые. Цветки на опушённых цветоножках 1 мм длиной, одиночные, обращённые в одну сторону, собраны в верхушечное редкоцветное соцветие — колосовидную кисть, 7—17 см длиной, 2—2,5 см шириной. Прицветники сближенные, супротивные, яйцевидно-сердцевидные или яйцевидно-ланцетные, 1—3 см длиной, 0,6—1,8 см шириной, наверху ланцетно заострённые, сине-фиолетовые, по краю гребенчато-зубчатые, с ланцетно-шиловидными, длинно и тонко заострёнными, 1—3 мм длиной зубцами, очень редко цельнокрайные, в основании опушённые и по жилкам покрытые длинными, многоклеточными белыми волосками. Чашечка 0,8—1 см длиной, волосисто-шерстистая, с трубкой 4—5 мм длиной и ланцетно-шиловидными, 4—5 мм длиной, 1 мм шириной, тонко и длинно заострёнными, оттопыренными зубцами, по жилкам и краям опушённая, длинными, белыми, многоклеточными волосками. Венчик двугубый, ярко-жёлтый, 1,2—2 см длиной, с красноватой изогнутой трубкой, снаружи ворсинчатый, внутри редко волосистый, верхняя губа немного короче нижней, ярко-пурпуровой. Пыльники 3—3,3 мм длиной, с остроконечными неравными придатками. Завязь голая, 2 мм длиной, 1 мм шириной, со столбиком в 6 раз длиннее завязи, в верхней части волосистым.
Коробочка продолговатая или эллиптически-ланцетная, 0,6—0,7(1) см длиной, 4—4,5 мм шириной, заострённая, голая, вскрывается с двух сторон, края створок утолщённые, гладкие. Семена 5—6 мм длиной, 1,5—1,8 мм шириной, черноватые. Цветёт с мая до сентября, плоды созревают, начиная с июня.

## Распространение и экология
Растение с европейским ареалом. В России распространено практически на всей территории европейской части. В Восточной Сибири встречается в окрестностях Иркутска. В Средней России встречается во всех областях и представляет собой достаточно обычный вид.
Растёт в лиственных лесах (иногда большими массивами), на опушках, полянах, в зарослях кустарников; на сырых, болотистых и торфяных лугах и на меловых склонах.

## Хозяйственное значение и использование
Растение выделяется особо ярким контрастом прицветников синих тонов и ярко-жёлтых венчиков. Оно очень декоративно, поэтому часто привлекало внимание живописцев и поэтов, но сорванное в букеты быстро увядает.
Цветки иван-да-марьи обильно выделяют нектар и вполне заслуженно считаются хорошим медоносом. Семена служат кормом для лесной дичи.

## Классификация

### Таксономическое положение
- Melampyrum nemorosum  L., 1753, Sp. Pl. : 605

Вид Марьянник дубравный включается в род Марьянник (Melampyrum) включается в семейство Заразиховые (Orobanchaceae) порядка Ясноткоцветные (Lamiales), последовательно входящего в более крупные клады Ламииды → Астериды → Суперастериды → Эвдикоты → Цветковые растения. Таксономическая схема в соответствии с Системой APG IV по состоянию на июнь 2024 года:
|  |                          |  |                                   |                                   |                       |  | еще 23 семейства | еще 23 семейства |                         |  |                         |  | еще 43 подтвержденных вида и 17 видов, ожидающих подтверждения | еще 43 подтвержденных вида и 17 видов, ожидающих подтверждения |  |
|  |                          |  |                                   |                                   |                       |  | еще 23 семейства | еще 23 семейства |                         |  |                         |  | еще 43 подтвержденных вида и 17 видов, ожидающих подтверждения | еще 43 подтвержденных вида и 17 видов, ожидающих подтверждения |  |
|  |                          |  |                                   | порядок Ясноткоцветные            |                       |  |                  |                  | род Марьянник           |  |                         |  |                                                                |                                                                |  |
|  |                          |  |                                   | порядок Ясноткоцветные            |                       |  |                  |                  | род Марьянник           |  | 3 внутривидовых таксона |  |                                                                |                                                                |  |
|  | клада Цветковые растения |  |                                   |                                   | семейство Заразиховые |  |                  |                  | вид Марьянник дубравный |  |                         |  |                                                                |                                                                |  |
|  | клада Цветковые растения |  |                                   |                                   |                       |  |                  |                  |                         |  |                         |  |                                                                |                                                                |  |
|  |                          |  | ещё 63 порядка цветковых растений | ещё 63 порядка цветковых растений |                       |  |                  | еще 98 родов     | еще 98 родов            |  |                         |  |                                                                |                                                                |  |
|  |                          |  |                                   | ещё 63 порядка цветковых растений |                       |  |                  |                  | еще 98 родов            |  |                         |  |                                                                |                                                                |  |

### Внутривидовые таксоны
- Melampyrum nemorosum subsp. catalaunicum (Freyn) Beauverd
- Melampyrum nemorosum subsp. debreceniense (Soó ex Rapaics) Soó
- Melampyrum nemorosum subsp. nemorosum